# Bernard Eastlund
Bernard J. Eastlund, né en 1938 et mort le 12 décembre 2007 à Saint-Louis, Missouri,  est un physicien américain principalement connu pour ses travaux dans le domaine de l'électromagnétisme.

## Biographie
Eastlund a obtenu un  BSc en physique au Massachusetts Institute of Technology (MIT) et un Ph.D. en physique à l'université Columbia. 
En 1968, il rejoint l'équipe responsable de la fusion à la Commission de l'énergie atomique des États-Unis (USAEC) et recevra un Special Achievement Certificate de l'USAEC en 1970 pour un article sur la Fusion torch (en) co-écrit avec William C. Gough.
En 1974, il co-fonde Fusion Systems Corporation qu'il quittera en 1979 pour devenir vice-président de BDM Corporation. Il quitte BDM en 1984, puis travaille pour Atlantic Richfield Corporation jusqu'en 1987 avant de fonder sa propre entreprise Eastlund Scientific Enterprises Corporation (ESEC), une petite entreprise située à Houston, Texas, qui fournit des services dans les sciences, l'ingénierie et les techniques.
En 2003, il reçoit un certificat de reconnaissance de la Chambre des représentants des États-Unis pour ses contributions à la technologie de la sécurité nationale.
Son principal hobby était l'astrophysique. Il a été le coauteur de deux articles sur les pulsars dans The Astrophysical Journal et d'un article sur les sursauts gamma.
Bernard Eastlund est dépositaire ou co-dépositaire de brevets (US Patent #4,686,605, #4,712,155, et #5,038,664) qui initièrent le développement du projet High frequency active auroral research program (HAARP). Il a également déposé le brevet US20070238252, intitulé « Cosmic particle ignition of artificially ionized plasma patterns in the atmosphere » publié deux mois avant sa mort, et qui porte en conclusion :

« Cette invention offre une quantité phénoménale de ramifications possibles et de potentiels développements futurs. Comme évoqué précédemment, une variété de systèmes de télécommunications menant à l'amélioration des systèmes cellulaires (locaux, de courte-distance indépendants, intra-ville, longue-distance) pourrait en résulter. Deux nouvelles approches concernant la modification et le contrôle du climat sont proposées ; la première concerne la manipulation des vents qui contrôlent le développement de mésocyclones, ou le changement de la direction que prennent les jet streams qui influent sur la naissance des ouragans, la seconde est une méthode pour influencer la répartition de la charge électrique dans les configurations météorologiques comme les mésocyclones. Les applications possibles pour la défense comprennent un procédé d'accélération des électrons à des énergies MeV en conjonction avec l'antenne HAARP. Les applications de recherche comprennent la création d’étoiles de guidage brillantes et contrôlées à des fins astrophysiques. On peut donc voir que les ramifications sont nombreuses, de grande portée, et d’utilités extrêmement variées. »

Jusqu'à la fin de sa vie, il a continué ses recherches.